# Індія на Олімпійських іграх
Індія вперше взяла участь в Олімпійських іграх 1900, де її представляв єдиний спортсмен — Норман Прітчард (2 медалі). Команда Індії бере участь у літніх Олімпіадах з 1920 і не пропустила жодної. Індія також мала делегації на кількох зимових Олімпійських іграх, починаючи з 1964. 
НОК Індії, Індійську олімпійську асоціацію, засновано в 1927 році. 
Індія попереду всієї планети в олімпійському хокеї на траві. Її команда ставала олімпійським чемпіоном 8 разів. 

## Медалісти
| Медаль | Ім'я                  | Ігри              | Вид спорту                    |
| ------ | --------------------- | ----------------- | ----------------------------- |
| Срібло | Норман Прічард        | Париж 1900        | Біг на 200 метрів             |
| Срібло | Норман Прічард        | Париж 1900        | Біг на 200 метрів з бар'єрами |
| Золото | Національна команда   | Амстердам 1928    | Хокей на траві                |
| Золото | Національна команда   | Лос-Анджелес 1932 | Хокей на траві                |
| Золото | Національна команда   | Берлін 1936       | Хокей на траві                |
| Золото | Національна команда   | Лондон 1948       | Хокей на траві                |
| Золото | Національна команда   | Хельсінкі 1952    | Хокей на траві                |
| Бронза | Хашаба Дасахеб        | Хельсінкі 1952    | Боротьба                      |
| Золото | Національна команда   | Мельбурн 1956     | Хокей на траві                |
| Срібло | Національна команда   | Рим 1960          | Хокей на траві                |
| Золото | Національна команда   | Токіо 1964        | Хокей на траві                |
| Бронза | Національна команда   | Мехіко 1968       | Хокей на траві                |
| Бронза | Національна команда   | Мюнхен 1972       | Хокей на траві                |
| Золото | Національна команда   | Москва 1980       | Хокей на траві                |
| Бронза | Леандер Паес          | Атланта 1996      | Теніс                         |
| Бронза | Карна Маселварі       | Сідней 2000       | Важка атлетика                |
| Срібло | Раджявархан Сінгх     | Афіни 2004        | Стрільба                      |
| Золото | Абгінав Біндра        | Пекін 2008        | Стрільба                      |
| Бронза | Сушіл Кумар           | Пекін 2008        | Боротьба                      |
| Бронза | Вієндер Кумар         | Пекін 2008        | Бокс                          |
| Бронза | Гаган Наранг          | Лондон 2012       | Стрільба                      |
| Срібло | Віджей Кумар          | Лондон 2012       | Стрільба                      |
| Бронза | Саїна Невал           | Лондон 2012       | Бадмінтон                     |
| Бронза | Мері Ком              | Лондон 2012       | Бокс                          |
| Бронза | Йогешвар Дутт         | Лондон 2012       | Боротьба                      |
| Срібло | Сушіл Кумар           | Лондон 2012       | Боротьба                      |
| Срібло | Пусарла Венката Сінду | Ріо 2016          | Бадмінтон                     |
| Бронза | Сакші Малік           | Ріо 2016          | Боротьба                      |

## Таблиці медалей

### Медалі літніх Ігор
| Ігри              | Золото          | Срібло          | Бронза          | Загалом         | Місце |
| Париж 1900        | 0               | 2               | 0               | 2               | 17    |
| Сент-Луїс 1904    | не брала участі | не брала участі | не брала участі | не брала участі | -     |
| Лондон 1908       | не брала участі | не брала участі | не брала участі | не брала участі | -     |
| Стокгольм 1912    | не брала участі | не брала участі | не брала участі | не брала участі | -     |
| Антверпен 1920    | 0               | 0               | 0               | 0               | -     |
| Париж 1924        | 0               | 0               | 0               | 0               | -     |
| Амстердам 1928    | 1               | 0               | 0               | 1               | 24    |
| Лос-Анджелес 1932 | 1               | 0               | 0               | 1               | 19    |
| Берлін 1936       | 1               | 0               | 0               | 1               | 20    |
| Лондон 1948       | 1               | 0               | 0               | 1               | 22    |
| Гельсінкі 1952    | 1               | 0               | 1               | 2               | 26    |
| Мельбурн 1956     | 1               | 0               | 0               | 1               | 24    |
| Рим 1960          | 0               | 1               | 0               | 1               | 32    |
| Токіо 1964        | 1               | 0               | 0               | 1               | 24    |
| Мехіко 1968       | 0               | 0               | 1               | 1               | 42    |
| Мюнхен 1972       | 0               | 0               | 1               | 1               | 43    |
| Монреаль 1976     | 0               | 0               | 0               | 0               | -     |
| Москва 1980       | 1               | 0               | 0               | 1               | 23    |
| Лос-Анджелес 1984 | 0               | 0               | 0               | 0               | -     |
| Сеул 1988         | 0               | 0               | 0               | 0               | -     |
| Барселона 1992    | 0               | 0               | 0               | 0               | -     |
| Атланта 1996      | 0               | 0               | 1               | 1               | 71    |
| Сідней 2000       | 0               | 0               | 1               | 1               | 71    |
| Афіни 2004        | 0               | 1               | 0               | 1               | 65    |
| Пекін 2008        | 1               | 0               | 2               | 3               | 50    |
| Лондон 2012       | 0               | 2               | 4               | 5               | 55    |
| Ріо 2016          | 0               | 1               | 1               | 2               | 67    |
| Усього            | 9               | 7               | 12              | 28              |       |

### Медалі за видами спорту
| Вид спорту        | Золото | Срібло | Бронза | Загалом |
| Хокей на траві    | 8      | 1      | 2      | 11      |
| Стрілецький спорт | 1      | 2      | 1      | 4       |
| Легка атлетика    | 0      | 2      | 0      | 2       |
| Боротьба          | 0      | 1      | 4      | 5       |
| Бокс              | 0      | 0      | 2      | 2       |
| Бадмінтон         | 0      | 1      | 1      | 2       |
| Важка атлетика    | 0      | 0      | 1      | 1       |
| Теніс             | 0      | 0      | 1      | 1       |
| Усього            | 9      | 7      | 12     | 28      |